# Trisopsis alluaudi
Trisopsis alluaudi är en tvåvingeart som beskrevs av Jean-Jacques Kieffer 1913. Trisopsis alluaudi ingår i släktet Trisopsis och familjen gallmyggor.
Artens utbredningsområde är Kenya. Inga underarter finns listade i Catalogue of Life.